# Twomad
Muudea Sedik, né le 17 décembre 2000 et mort le 13 février 2024, connu en ligne sous le nom de twomad, était un YouTubeur canadien et un streamer en direct basé à Los Angeles. Sedik a créé sa chaîne YouTube principale en 2017. Il a fait des vidéos de jeux avant de devenir connu comme un troll Internet. Plusieurs clips de lui sont devenus des mèmes sur Internet, ce qui lui a permis de gagner un public en ligne. Le 13 février 2024, Sedik a été retrouvé décédé dans sa résidence d'une overdose de morphine’.

## Biographie

### Jeunesse et début (2000-2017)
Muudea Sedik est née le 17 décembre 2000 au Canada à une famille éthiopienne Oromos’’. À l'adolescence, Sedik a commencé à gagner des abonnés en ligne après avoir publié des vidéos comiques de séquences de gameplay sur YouTube et Reddit. À l'âge de 16 ans, Sedik a abandonné l'école et est devenu un YouTubeur à temps plein’. Alors qu'il a créé sa première chaîne YouTube en avril 2016, sa chaîne principale a été créée en août 2017.

### Années active (2017-2022)
En 2019, un court clip de Sedik tombant brusquement est devenu un mème Internet, se propageant finalement sur les plateformes de médias sociaux telles qu'Instagram et Twitter. Il a commencé à diffuser en direct sur Twitch au début de la même année, où il a joué à des jeux vidéo. Après avoir été banni de la plate-forme, Sedik finirait par commencer à diffuser en direct sur YouTube’.
Dans les années suivantes, Sedik est devenu connu comme un troll d'Internet, gagnant la réputation d'être étranger et d'avoir des rencontres en ligne maladroites. Le site Web Passionfru.it a déclaré qu'il était connu pour sa comédie cringe, qualifiant son contenu de "rêve fébrile fait pour les adolescents"’.
Sedik a attiré une attention supplémentaire pendant la pandémie de COVID-19. En avril 2020, Sedik a participé à l'acte de zoombombing, qu'il a diffusé en direct, l'aidant à gagner en popularité. L'une des vidéos qui en a résulté est devenue sa vidéo la plus populaire sur sa chaîne YouTube, ce qui a permis à BBC News de montrer des extraits de celle-ci dans un rapport sur le zoombombing’. Passionfru.it lui a attribué la popularisation de la tendance. En 2020, la chaîne YouTube de Sedik est passée de 960 000 à 2,2 millions d'abonnés, et il comptait plus de 844 000 abonnés sur Twitter’’. En 2022, il a fait une séance photo suggestivecosplay avec la personnalité d'Internet Belle Delphine’.

### Controverse (2019-2024)
En 2019, Sedik a été critiqué par les fans de K-pop et accusé de racisme après avoir dépeint Jimin, membre de BTS, dans une vidéo en portant un visage blanc et une perruque blonde. En 2021, Sedik a assisté à un concert de BTS portant un chapeau conique asiatique tout en tenant une photo éditée mélangeant les visages du membre de BTS et du leader communiste Mao Zedong, en plaisantant en disant qu'il représentait son père’. En 2023, Sedik a reçu plus de critiques après avoir posté une photo de Brianna Ghey, une adolescente transgenre récemment assassinée à l'époque, déclarant qu'elle était sa petite amie’.

### Mort (2024)
Le 13 février 2024, le département de police de Los Angeles a effectué un contrôle de bien-être sur Sedik après qu'il n'ait pas été communicatif pendant plusieurs jours. Il a été retrouvé mort dans sa résidence à l'âge de 23 ans’’’. Les autorités ont découvert un attirail de drogue sur les lieux. En août, le département du médecin légiste du comté de Los Angeles a constaté que la cause du décès était la toxicité de la morphine, l'utilisation de la mitragynine étant un autre facteur important. Les fans de Sedik ont repéré son profil Discord qui le montrait en train de jouer à Overwatch 2 depuis le 9 février, qui a été conservé comme ses jours d'activité après la découverte de son corps.
En mars 2024, James Swire a publié un document de 52 pages qui détaille un désaccord grave et prolongé entre Swire et Sedik au cours de l'année précédant la mort de Sedik.

## References
1. 1 2  « Le youtubeur américain Twomad est décédé à l'âge de 23 ans », sur www.cnews.fr, 15 février 2024 (consulté le 21 avril 2025)
2. 1 2  Prisma Média, « Mort de Twomad : le Youtubeur américain a été retrouvé mort à l'âge de 23 ans - Voici », sur Voici.fr, 14 février 2024 (consulté le 21 avril 2025)
3. 1 2 3 4 5 6  (en) « The tragic downfall of Twomad », sur Manila Bulletin (consulté le 21 avril 2025)
4. 1 2  « Twomad Goes to Bed | Cold Ones - YouTube », sur web.archive.org, 19 février 2024 (consulté le 21 avril 2025)
5. ↑  « Soo I googled myself… - YouTube », sur web.archive.org, 17 février 2024 (consulté le 21 avril 2025)
6. ↑  « twomad 360 », sur YouTube (consulté le 21 avril 2025)
7. ↑  « twomad », sur YouTube (consulté le 21 avril 2025)
8. 1 2 3 4  (en-US) Steven Asarch, « New Court Documents Detail Abuse Allegations Against YouTube Prankster Twomad », sur Passionfruit, 25 juillet 2023 (consulté le 21 avril 2025)
9. 1 2  (en) « Who is YouTuber Twomad, found dead in his Los Angeles home? », sur The Indian Express, 17 février 2024 (consulté le 21 avril 2025)
10. 1 2  (en-US) "SPACE INVADERS: THE NETWORKED TERRAIN OF ZOOM BOMBING", 2020
11. 1 2  (en-US) Geoff Weiss, « A Lot Of YouTube Creators Just Disclosed Their Declining AdSense Rates Amid The Coronavirus Pandemic. Most Are Down At Least 20%, With A Few Bright Spots. », sur Tubefilter, 16 avril 2020 (consulté le 21 avril 2025)
12. ↑  (ko) 오원석, « BTS와 마오쩌둥 합성한 사진 들고 콘서트 인증한 유튜버 », sur 중앙일보,‎ 6 décembre 2021 (consulté le 21 avril 2025)
13. ↑  « YouTuber Twomad Dead at 23 », sur E! Online, 15 février 2024 (consulté le 21 avril 2025)
14. ↑  (ko) 머니투데이, « 美 유명 유튜버, BTS 정국+中마오쩌둥 합성사진 들고 "내 아빠" », sur 머니투데이,‎ 13 décembre 2021 (consulté le 21 avril 2025)
15. ↑  (en) « YouTuber Muudea Sedik Dies At 23 After Being Found "Unresponsive" At Home », sur NDTV (consulté le 21 avril 2025)
16. ↑  (en-US) « YouTuber Twomad found dead at 23 of suspected overdose », sur New York Daily News, 14 février 2024 (consulté le 21 avril 2025)
17. ↑  (en-US) « YouTuber and Gamer Twomad Dead at Age 23 », sur Inside Edition, 15 février 2024 (consulté le 21 avril 2025)
18. ↑  (en-US) « Cause of death revealed for 23-year-old YouTuber Twomad », sur New York Daily News, 23 août 2024 (consulté le 21 avril 2025)
19. ↑  « "YouTuber Twomad Dead at 23, Investigated as Possible Overdose" », 14 décembre 2024
20. ↑  « Twomad -- Google Doc », sur Google Docs (consulté le 21 avril 2025)